# Adam Christian Thebesius

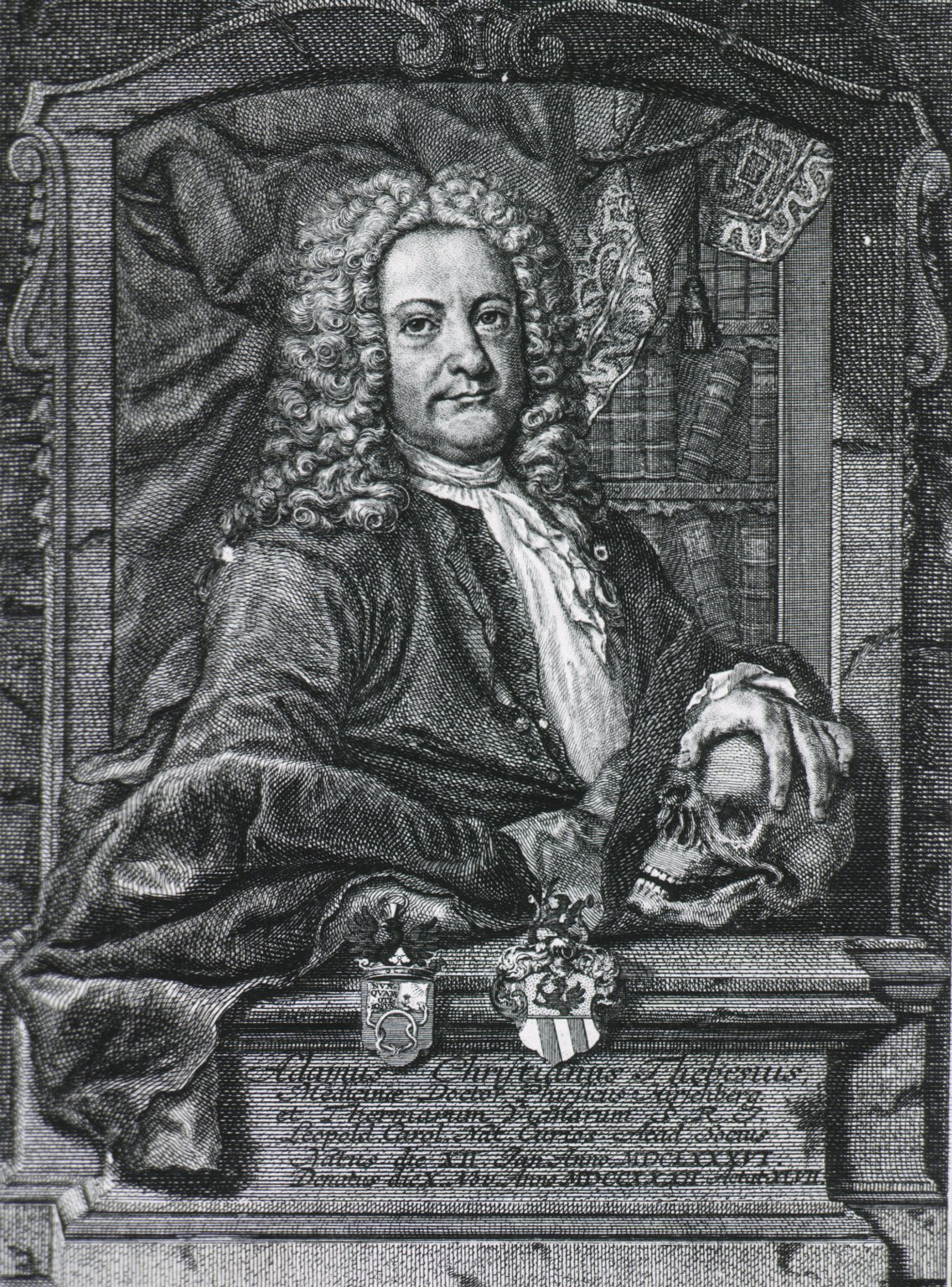
Adam Christian Thebesius

Adam Christian Thebesius (* 12. Januar 1686, in Tschistey bei Guhrau, Herzogtum Glogau; † 10. November 1732 in Hirschberg, Herzogtum Schweidnitz) war ein deutscher Arzt und Anatom.

## Leben
Thebesius entstammt einer Liegnitzer Familie von Humanisten und Ärzten und wurde 1686 im niederschlesischen Tschistey geboren. Er ging von 1695 bis 1704 in Liegnitz und am Elisabethanum in Breslau zur Schule. Anschließend studierte er Medizin an den Universitäten Jena, Leipzig, Halle (ab 1706) und Leiden, wo er 1708 zum Doktor der Medizin promoviert wurde. Anschließend heiratete er in eine reiche Hirschberger Kaufmannsfamilie ein und ab 1709 praktizierte er in Hirschberg. Ab 1715 war er Stadtphysikus in Hirschberg und medizinischer Berater in Bad Warmbrunn.
Bekannt wurde Thebesius mit seiner Forschung um die Herzkranzgefäßzirkulation. Diese hatte er in seiner Dissertation De circulo sanguinis in corde („Über die Zirkulation des Blutes im Herzen“) zusammengefasst. Darin beschrieb er, dass die Herzkranzgefäßvenen direkt in die Herzkammern führen. Diese venae cordis minimae werden nach ihm auch als „Thebesius-Venen“ und der Drainagepfad als „Thebesisches System“ bezeichnet. Zudem beschreibt er in seiner Doktorarbeit völlig verknöchert vorgefundene Koronararterien und gehört damit zu den ersten Beschreibern einer Koronarsklerose. Die von ihm entdeckten Foramina venarum minimarum sind auch unter der Bezeichnung „Thebesische Foramina“ (oder nach Raymond Vieussens Vieussens foramina) bekannt, und die von ihm entdeckte Klappe des Koronarsinus (Valvula sinus coronarii) als „Thebesische Klappe“. Im Jahr 1713 wurde er zum Mitglied der Leopoldina gewählt.
Thebesius ist der Urenkel des Theologen Adam Thebesius und Vater des Arztes Johann Ehrenfried Thebesius.